# Ажемо
Ажемо (фр. Hagetmau) насеље је и општина у југозападној Француској у региону Аквитанија, у департману Ланд која припада префектури Мон де Марсан.
По подацима из 2011. године у општини је живело 4.544 становника, а густина насељености је износила 160,17 становника/km². Општина се простире на површини од 28,37 km². Налази се на средњој надморској висини од 100 метара (максималној 142 m, а минималној 72 m).

## Демографија
| 1962. | 1968. | 1975. | 1982. | 1990. | 1999. | 2011. |
| ----- | ----- | ----- | ----- | ----- | ----- | ----- |
| 3.376 | 3.755 | 4.318 | 4.514 | 4.449 | 4.403 | 4.544 |

График промене броја становника у току последњих година